# Карл д’Артуа (граф де Пезенас)
Карл (Шарль) д’Артуа (фр. Charles d’Artois, 1328—1385) — граф де Лонгвиль в 1356—1364, граф де Пезенас (1364—1385), четвёртый сын Роберта III д’Артуа, графа де Бомон-ле-Роже, и Жанны де Валуа, младший брат Жана д’Артуа, графа д’Э.

## Биография
В 1332 году после осуждения и бегства в Англию своего отца, графа Роберта III д’Артуа, Шарль вместе с матерью и старшими братьями был заключен в тюрьму по приказу короля Франции Филиппа VI Валуа.
В 1350 году после смерти Филиппа VI Валуа и вступления на трон его сына Жана II Доброго Шарль д’Артуа был освобожден из тюремного заключения. Служил королю в Нормандии, сражаясь против Шарля Злого, короля Наварры и графа д’Эвре. В 1356 году участвовал в захвате Эвре — владения Шарля II Злого. В том же году участвовал в осаде и взятии Бретейля. В 1356 году ему был пожалован титул графа де Лонгвиль.
Сражался в рядах французской армии 19 сентября 1356 года в битве при Пуатье. В 1364 году Карл д’Артуа лишился графства Лонгвиль, которое было передано Бертрану Дюгеклену, а взамен получил графство Пезенас.

## Семья
В мае 1360 года женился на Жанне (ум. 1402), дочери Юга де Босэ, сеньора де Босэ. Дети: 
- Людовик (1362 — в младенчестве).
- ребёнок (ум. в младенчестве)